# Monica von Schmalensee
Monica von Schmalensee, född 21 juni 1956, är en svensk arkitekt och företagsledare. Hon var från 2011 och till och med 2017 vd för White Arkitekter. 
Monica von Schmalensee invaldes som ledamot i Ingenjörsvetenskapsakademin, avdelningen för samhällsbyggnad i juni 2017. I februari 2018 utsågs hon av regeringen till ordförande i Rådet för hållbara städer och hon har även bland annat varit ordförande för Sweden Green Building Council, SGBC.
Monica von Schmalensee, född Nilsson, är ingift i arkitekt- och konstnärssläkten von Schmalensee.

## Priser och utmärkelser
Monica von Schmalensee har bland annat mottagit utmärkelsen "Årets samhällsbyggare 2016".